# اینسبروک ۱۵۳۱۸
سیارک ۱۵۳۱۸ (به انگلیسی: 15318 Innsbruck، نامگذاری:1993KX1) پانزده هزار و سیصد و هجدهمین سیارک کشف شده‌است که در ۲۴ مه ۱۹۹۳ کشف شد.
قدر مطلق سیارک برابر ۱۲٫۹۰ است.